# Championnats du monde de marathon (canoë-kayak) 2004
Navigation
Championnats du monde de marathon 2003 Championnats du monde de marathon 2005
Les 12e championnats du monde de marathon en canoë-kayak de 2004 se sont tenus à Bergen en Norvège, sous l'égide de la Fédération internationale de canoë.
La course a une distance de 37 kilomètres

## Podiums

### Sénior

#### K1
| Rang               | Athlète                | Pays           | Temps           |
| ------------------ | ---------------------- | -------------- | --------------- |
| Médaille d'or      | Manuel Busto Fernández | Espagne        | 2 h 42 min 03 s |
| Médaille d'argent  | Michael Kongsgaard     | Danemark       | 2 h 42 min 04 s |
| Médaille de bronze | Shaun Rubenstein       | Afrique du Sud | 2 h 43 min 30 s |

| Rang               | Athlète             | Pays     | Temps           |
| ------------------ | ------------------- | -------- | --------------- |
| Médaille d'or      | Elisabetta Introini | Italie   | 3 h 03 min 36 s |
| Médaille d'argent  | Beatriz Gomes       | Portugal | 3 h 03 min 39 s |
| Médaille de bronze | Barbara Przybylska  | Pologne  | 3 h 03 min 39 s |

#### K2
| Rang               | Athlète                                       | Pays    | Temps           |
| ------------------ | --------------------------------------------- | ------- | --------------- |
| Médaille d'or      | Manuel Busto Fernandez Oier Aizpurua Aranzadi | Espagne | 2 h 32 min 14 s |
| Médaille d'argent  | Istvan Salga Attila Jambor                    | Hongrie | 2 h 32 min 19 s |
| Médaille de bronze | Viktor Szakaly Krisztian Szigeti              | Hongrie | 2 h 32 min 27 s |

| Rang               | Athlète                                     | Pays     | Temps           |
| ------------------ | ------------------------------------------- | -------- | --------------- |
| Médaille d'or      | Berenike Faldum Linda Benedek               | Hongrie  | 2 h 50 min 16 s |
| Médaille d'argent  | Anne Lolk Thomsen Mette Barfod              | Danemark | 2 h 50 min 17 s |
| Médaille de bronze | Amaia Osaba Olaberri Naiara Gomez Rodriguez | Espagne  | 2 h 50 min 36 s |

#### C1
| Rang               | Athlète          | Pays      | Temps           |
| ------------------ | ---------------- | --------- | --------------- |
| Médaille d'or      | Edvin Csabai     | Hongrie   | 3 h 07 min 51 s |
| Médaille d'argent  | Radoslav Rus     | Slovaquie | 3 h 09 min 04 s |
| Médaille de bronze | Bertrand Hemonic | France    | 3 h 09 min 51 s |

#### C2
| Rang               | Athlète                                | Pays     | Temps           |
| ------------------ | -------------------------------------- | -------- | --------------- |
| Médaille d'or      | Edvin Csabai Attila Györe              | Hongrie  | 2 h 54 min 07 s |
| Médaille d'argent  | Jose Sousa Nuno Barros                 | Portugal | 2 h 55 min 15 s |
| Médaille de bronze | Oscar Grana Blanco Ramon Ferro de Dios | Espagne  | 2 h 57 min 06 s |

### Junior

#### K1
| Rang               | Athlète           | Pays        | Temps           |
| ------------------ | ----------------- | ----------- | --------------- |
| Médaille d'or      | Paul Wycherley    | Royaume-Uni | 1 h 31 min 33 s |
| Médaille d'argent  | Vincent Lecrubier | France      | 1 h 31 min 34 s |
| Médaille de bronze | Øyvind Solberg Jr | Norvège     | 1 h 31 min 34 s |

| Rang               | Athlète         | Pays      | Temps           |
| ------------------ | --------------- | --------- | --------------- |
| Médaille d'or      | Stefania Cicali | Italie    | 1 h 38 min 39 s |
| Médaille d'argent  | Erika Medveczky | Hongrie   | 1 h 40 min 34 s |
| Médaille de bronze | Tegan Fraser    | Australie | 1 h 40 min 36 s |

#### K2
| Rang               | Athlète                                | Pays     | Temps           |
| ------------------ | -------------------------------------- | -------- | --------------- |
| Médaille d'or      | Øyvind Solberg Jr Karl Vegard Antonsen | Norvège  | 1 h 24 min 38 s |
| Médaille d'argent  | Theis Iversen Lars Bryld-Petersen      | Danemark | 1 h 24 min 39 s |
| Médaille de bronze | José Besada Daniel Esteves da Costa    | Espagne  | 1 h 24 min 40 s |

| Rang               | Athlète                          | Pays      | Temps           |
| ------------------ | -------------------------------- | --------- | --------------- |
| Médaille d'or      | Daniella Moldvai Zita Gaspar     | Hongrie   | 1 h 34 min 02 s |
| Médaille d'argent  | Tegan Fraser Astrid Baker        | Australie | 1 h 34 min 06 s |
| Médaille de bronze | Amandine Lothe Julie Raeckelboom | France    | 1 h 34 min 07 s |

#### C1
| Rang               | Athlète               | Pays    | Temps           |
| ------------------ | --------------------- | ------- | --------------- |
| Médaille d'or      | Fernando Busto Bandin | Espagne | 1 h 41 min 20 s |
| Médaille d'argent  | Márton Kövér          | Hongrie | 1 h 41 min 53 s |
| Médaille de bronze | Luis Andrés Tubío     | Espagne | 1 h 42 min 49 s |

## Tableau des médailles
| Rang  | Nation         | Or | Argent | Bronze | Total |
| ----- | -------------- | -- | ------ | ------ | ----- |
| 1     | Hongrie        | 3  | 1      | 1      | 5     |
| 2     | Espagne        | 2  | 0      | 2      | 4     |
| 3     | Italie         | 1  | 0      | 0      | 1     |
| 4     | Danemark       | 0  | 2      | 0      | 2     |
| -     | Portugal       | 0  | 2      | 0      | 2     |
| 6     | Slovaquie      | 0  | 1      | 0      | 1     |
| 7     | Afrique du Sud | 0  | 0      | 1      | 1     |
| -     | France         | 0  | 0      | 1      | 1     |
| -     | Pologne        | 0  | 0      | 1      | 1     |
| Total | Total          | 6  | 6      | 6      | 18    |